# Бела (Италия)
 Тази статия е за градчето в Италия.  За селото в България вижте Бела.  
Бѐла (на италиански: Bella, на местен диалект l'Abbègghië, л'Абегиъ) е градче и община в Южна Италия, провинция Потенца, регион Базиликата. Разположено е на 662 m надморска височина. Населението на общината е 5193 души (към 2012 г.).